# Vural Öger
Vural Öger (n. 1 februarie 1942, Ankara, Turcia) este un om politic german, membru al Parlamentului European în perioada 2004-2009 din partea Germaniei.
1. ↑  Deputații în Parlamentul European
2. ↑  „Vural Öger”, Gemeinsame Normdatei, accesat în 9 aprilie 2014
3. 1 2  Autoritatea BnF, accesat în 10 octombrie 2015
4. ↑  Deputații în Parlamentul European